# أنيتا كونتي
أنيتا كونتي (بالفرنسية: Anita Conti) هي مصورة فرنسية، ولدت في 17 مايو 1899 في إرمونت في فرنسا، وتوفيت في 25 ديسمبر 1997 في دوارننيه في فرنسا.